# Ruan Chongwu
Ruan Chongwu (chinesisch 阮崇武; * 1933 in Huai’an, Zhangjiakou, Hebei) ist ein chinesischer Politiker der Kommunistischen Partei Chinas (KPCh), der unter anderem von 1985 bis 1987 Minister für Öffentliche Sicherheit sowie zwischen 1989 und 1993 Arbeitsminister war.

## Leben
Ruan Chongwu, der zu den Han gehört und Sohn eines Bürgermeisters von Hohhot in der Inneren Mongolei war, trat 1952 der Kommunistischen Partei Chinas (KPCh) bei und schloss 1957 ein Studium am Institut für Automechanik in Moskau ab. Nach seiner Rückkehr war er als Ingenieur und Leitender Ingenieur tätig und später Generalsekretär des Zentrums für wissenschaftlich-technologischen Austausch in Shanghai sowie Botschaftsrat für Wissenschaft und Technologie an der Botschaft in der Bundesrepublik Deutschland.
Auf dem XII. Parteitag der KPCh (1. bis 12. September 1982) wurde Ruan Chongwu zum Mitglied des Zentralkomitee der Kommunistischen Partei Chinas gewählt und gehörte diesem Gremium bis zum 19. September 1997 an. Nachdem er zwischen 1983 und 1985 Vize-Bürgermeister von Schanghai war, wurde er 1985 Nachfolger von Liu Fuzhi als Minister für Öffentliche Sicherheit im Staatsrat der Volksrepublik China und bekleidete dieses Amt bis zu seiner Ablösung durch Wang Fang 1987. Er selbst war daraufhin zwischen 1987 und 1989 Vize-Minister der Staatlichen Kommission für Wissenschaft und Technologie. 1989 löste er Luo Gan als Arbeitsminister ab und bekleidete dieses Ministeramt im Staatsrat bis 1993, woraufhin Li Boyong seine Nachfolge antrat. Im Januar 1993 wurde er Nachfolger von Deng Hongxun als Sekretär des KPCh-Provinzkomitees der Provinz Hainan und behielt diese Funktion bis zum 19. Februar 1998, woraufhin Du Qinglin seine Nachfolge antrat. Als Nachfolger von Liu Jianfeng wurde er zudem am 3. Februar 1993 Gouverneur von Hainan und verblieb auf diesem Posten bis zu seiner Ablösung durch Wang Xiaofeng am 27. Februar 1998.
Er war zuletzt von 1998 bis 2003 Mitglied des Nationalen Volkskongresses und gehörte zugleich dem Ständigen Ausschuss des Nationalen Volkskongresses als Mitglied an.